# Godofredo II de Thouars

Brasão de armas da casa de Thouars.

Godofredo II de Thouars (990 - 1055), foi o 10º visconde de Thouars desde 1015 até 1055 ano da sua morte. 
Sucedeu ao seu tio Raul I de Thouars no governo dos territórios em 1015, tendo continuado a guerra travada por Raul I contra o conde Guilherme V da Aquitânia (969 - Maillezais, 31 de Janeiro de 1030), e Hugo IV de Lusignan. Depois de varias vitórias e derrotas foi assinada uma paz mútua, para o que terá contribuído o casamento da filha de Godofredo II, Audéarde (Auliarde, Aldiarde), com Hugh IV de Lusignan.

## Relações familiares
Foi filho de Savário III de Thouars (960 - 1004). Casou-se com Inês de Blois filha de Eudes I de Blois (950 – 12 de março de 995 ou 996) Conde de Blois e Berta da Borgonha, de quem teve:
1. Américo IV de Thouars (1024 - 1093) casou por duas vezes, a primeira em 1045 com Arengarda de Mauléon (1030 - 1070) filha de  Godofredo de Mauléon e a segunda em 1070 com Amelina.
2. Savário de Fontenay, Visconde de Fontenay,
3. Godofredo,
4. Raul,
5. Helena (c. 1030 -?), que se casou com Arcambaldo Janvre I, Senhor do Bouchetière.